# Papilio arcturus
Papilio arcturus is een vlinder uit de familie van de pages (Papilionidae). De wetenschappelijke naam van de soort is voor het eerst geldig gepubliceerd in 1842 door John Obadiah Westwood.

## Kenmerken
De spanwijdte bedraagt ongeveer 11 tot 13 cm.

## Verspreiding en leefgebied
Deze vlindersoort komt voor in noordelijk India, Myanmar en China in bossen op berghellingen tussens 1500 en 3500 meter hoogte in de Himalaya.

## Waardplanten
De waardplanten zijn de planten uit de wijnruitfamilie (Rutaceae).